# Одрански Обреж
Одрански Обреж је насеље у саставу Града Загреба. Налази се у четврти Брезовица. До територијалне реорганизације у Хрватској налазио се у саставу ужег подручја Града Загреба.

## Становништво
На попису становништва 2011. године, Одрански Обреж је имао 1.578 становника.

## Попис1991.
На попису становништва 1991. године, насељено место Одрански Обреж је имало 1.466 становника, следећег националног састава:
| Попис 1991.‍   | Попис 1991.‍  | Попис 1991.‍ | Попис 1991.‍ | Попис 1991.‍ |
| ------------- | ------------ | ----------- | ----------- | ----------- |
|               |              |             |             |             |
| Хрвати        | Хрвати       |             | 1.449       | 98,84%      |
| Срби          | Срби         |             | 3           | 0,20%       |
| Југословени   | Југословени  |             | 2           | 0,13%       |
| Муслимани     | Муслимани    |             | 1           | 0,06%       |
| Словенци      | Словенци     |             | 1           | 0,06%       |
| Црногорци     | Црногорци    |             | 1           | 0,06%       |
| Чеси          | Чеси         |             | 1           | 0,06%       |
| неопредељени  | неопредељени |             | 4           | 0,27%       |
| непознато     | непознато    |             | 4           | 0,27%       |
| укупно: 1.466 |              |             |             |             |